# Оук-Гроув (Іллінойс)
Оук-Гроув (англ. Oak Grove) — селище (англ. village) в США, в окрузі Рок-Айленд штату Іллінойс. Населення — 476 осіб (2020).

## Географія
Оук-Гроув розташований за координатами 41°24′42″ пн. ш. 90°34′29″ зх. д. / 41.41167° пн. ш. 90.57472° зх. д. (41.411757, -90.574799).  За даними Бюро перепису населення США в 2010 році селище мало площу 1,49 км², уся площа — суходіл. В 2017 році площа становила 1,65 км², уся площа — суходіл.

## Демографія
Згідно з переписом 2010 року, у селищі мешкало 396 осіб у 180 домогосподарствах у складі 106 родин. Густота населення становила 266 осіб/км².  Було 193 помешкання (130/км²).
Расовий склад населення:
| - 96,2 % — білих - 0,5 % — корінних американців - 0,3 % — чорних або афроамериканців - 0,3 % — азіатів - 1,5 % — осіб інших рас |

До двох чи більше рас належало 1,3 %. Частка іспаномовних становила 4,5 % від усіх жителів.
За віковим діапазоном населення розподілялося таким чином: 22,5 % — особи молодші 18 років, 65,1 % — особи у віці 18—64 років, 12,4 % — особи у віці 65 років та старші. Медіана віку мешканця становила 37,6 року. На 100 осіб жіночої статі у селищі припадало 95,1 чоловіків;  на 100 жінок у віці від 18 років та старших — 84,9 чоловіків також старших 18 років.
Середній дохід на одне домашнє господарство  становив 32 942 долари США (медіана — 26 944), а середній дохід на одну сім'ю — 37 677 доларів (медіана — 30 000). Медіана доходів становила 40 250 доларів для чоловіків та 35 417 доларів для жінок. За межею бідності перебувало 33,2 % осіб, у тому числі 43,2 % дітей у віці до 18 років та 7,7 % осіб у віці 65 років та старших.
Цивільне працевлаштоване населення становило 279 осіб. Основні галузі зайнятості: роздрібна торгівля — 19,4 %, виробництво — 16,8 %, мистецтво, розваги та відпочинок — 12,9 %, освіта, охорона здоров'я та соціальна допомога — 12,9 %.